# ردانژ
ردانژ (به لوکزامبورگی: Réiden) یک شهرداری در استان ردانژ کشور دوک‌نشین لوکزامبورگ است که ۲۳٫۲ کیلومترمربع مساحت دارد و جمعیت آن در سال ۲۰۱۱ میلادی ۲۵۵۴ نفر بوده‌است.

## بخش‌ها
این شهرداری دارای هفت بخش زیرمجموعه می‌باشد.
- التز (Eltz)
- لانن (Lannen)
- ناژم (Nagem)
- نیدرپالن (Niederpallen)
- اوزپرن (Ospern)
- ردانژ (Redange) مرکز
- رایشلانژ (Reichlange)

## آمار جمعیت
تاریخچه رشد جمعیت این شهرداری در جدول زیر آمده‌است:
| سال  | جمعیت |
| ---- | ----- |
| ۱۸۲۱ | ۱۲۰۵  |
| ۱۸۵۱ | ۱۸۹۵  |
| ۱۸۸۰ | ۱۹۵۰  |
| ۱۹۱۰ | ۱۹۷۱  |
| ۱۹۳۵ | ۱۷۴۴  |
| ۱۹۴۷ | ۱۷۶۵  |
| ۱۹۶۰ | ۱۶۹۳  |
| ۱۹۷۰ | ۱۷۸۲  |
| ۱۹۸۱ | ۱۷۰۱  |
| ۱۹۹۱ | ۱۸۵۰  |
| ۲۰۰۱ | ۲۱۷۷  |
| ۲۰۰۴ | ۲۲۴۲  |
| ۲۰۰۷ | ۲۳۳۹  |
| ۲۰۱۰ | ۲۴۸۰  |
| ۲۰۱۱ | ۲۵۵۴  |